# Seljord
Seljord är en kyrkby som utgör centralort och enda tätort i Seljords kommun i Telemark fylke i södra Norge. Orten ligger där Europaväg 134 möter riksväg 36, vid västra änden av sjön Seljordsvatn. Här finns Seljords kyrka.

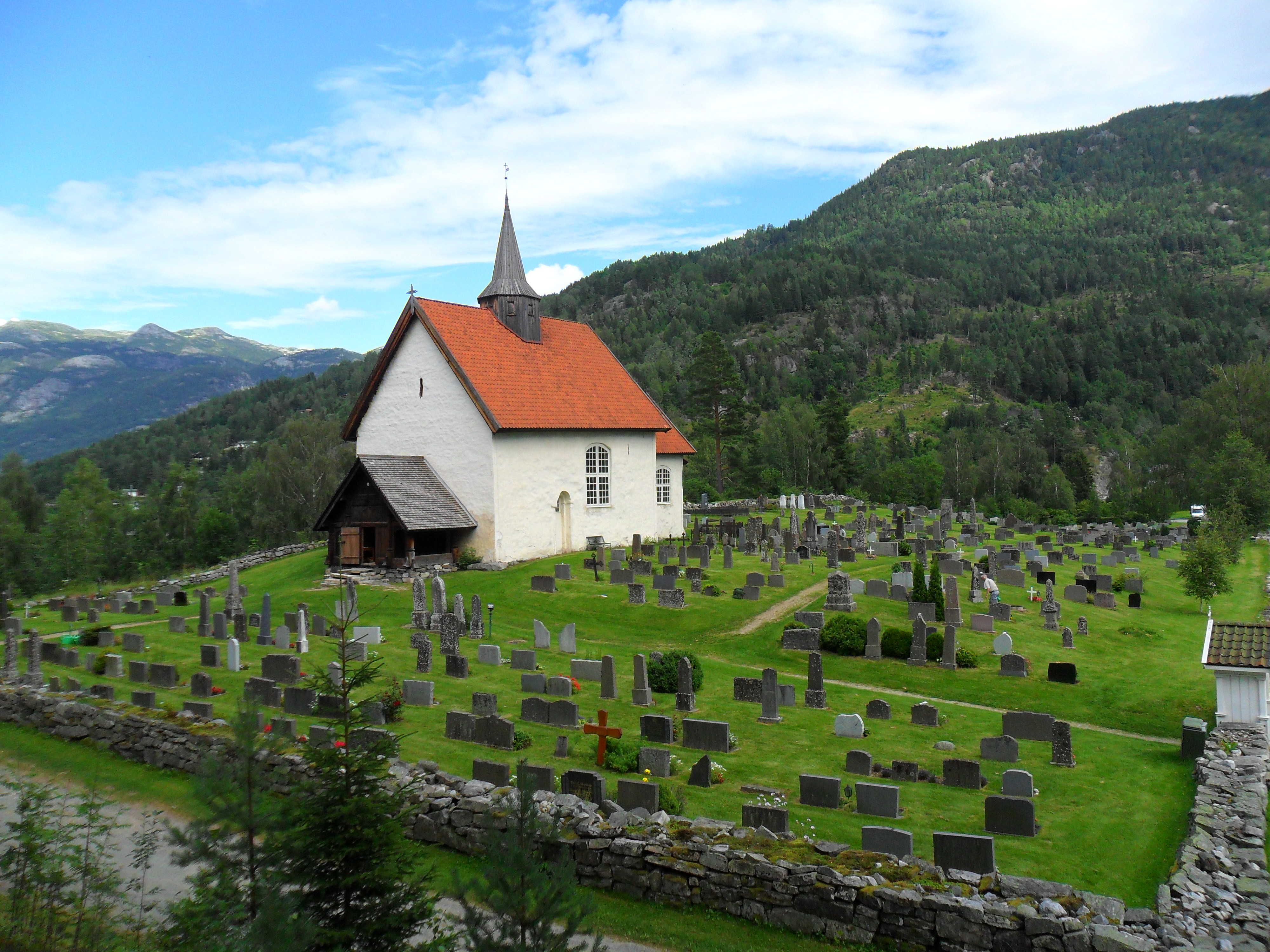
Seljords kyrka.